# Waltershäuser Hütte
Die Waldhäuser Hütte ist eine Schutzhütte der Sektion Waltershausen-Gotha des Deutschen Alpenvereins (DAV). Sie liegt im Thüringer Wald in Deutschland. Es handelt sich um eine Selbstversorgerhütte ohne Bewirtschaftung.

## Geschichte

### Gründung und Zusammenschluss der Sektionen
Die Sektion Gotha wurde am 17. November 1895 im Hotel zum „Deutschen Hof“ in Gotha gegründet. Die Sektion Waltershausen wurde in Waltershausen gegründet und am 24. Januar 1991 als Wander- und Skiverein in den Deutschen Alpenverein aufgenommen. Am 16. März 1995 fand der Zusammenschluss der beiden Vereine statt und man nahm eine Namensänderung vor, der Verein nannte sich nun Sektion Waltershausen-Gotha.

### Die Waltershäuser Hütte
Bei einer Waldbegehung 1953 wurde der Standort der Hütte ausgewählt, die erforderlichen Genehmigungen mussten vom Forstamt Schmalkalden eingeholt werden. Von einer Luftüberwachungsstation vom Zweiten Weltkrieg konnten die Betonfundamente und der Stromanschluss verwendet werden. In der Nähe befand sich eine Barackenkolonie, die während des Krieges für sogenannte Fremdarbeiter und nach Kriegsende für deutsche Kriegsgefangene als Quarantänelager diente. Eine dieser Baracken baute man ab und stellte es auf das vorhandene Fundament. Man war froh diese Möglichkeiten gefunden zu haben, denn nach dem Krieg war das Baumaterial knapp. In weiteren Arbeitseinsätzen wurde die Hütte noch komplettiert. Am 13. Dezember 1953 konnte die Hütte eingeweiht werden, sie bekam den Namen Trockenberg-Hütte. Am 26. Januar 1958 brannte die Hütte bis auf das Fundament nieder. Ein Wiederaufbau wurde einstimmig beschlossen. Finanziert werden sollte die neue Hütte hauptsächlich aus dem Geld der Brandschutzversicherung. Allerdings forderte diese, dass der Neubau massiv sein müsse. Am 10. Juli 1959 konnte Richtfest gefeiert werden. Die Hütte wurde nunmehr Waltershäuser Hütte genannt und wurde am 15. Oktober 1960 unter großer Anteilnahme der Öffentlichkeit eingeweiht.

## Lage
Die Waltershäuser Hütte liegt auf einer Höhe von 797 m ü. NHN im Thüringer Wald, bei Brotterode.

## Zustieg
- Grenzwiese (Kleiner Inselberg)[3]

## Nachbarhütten
- Weidmannsruh Wanderheim Selbstversorgerhütte (732 m).[4]

## Tourenmöglichkeiten
- Rennsteig Mehrtagestour, 169,8 km, Gehzeit 40 Std.
- Brotteröder Wanderabenteuer Tour 1, 18,9 km, Gehzeit 6,1 Std
- Zur Ebertswiese, 12,4 km, Gehzeit 4,1 Std.
- Alternative Floh-Seligenthal (Heuberghaus) nach Ruhla (Hubertushaus), 18,8 km, Gehzeit 5,5 Std.
- Winterwanderweg Rennsteig vom Heuberghaus Friedrichroda bis zum Kleinen Inselberg, 7,6 km, Gehzeit 2 Std.[5]

## Klettermöglichkeiten
- Klettergebiet Lauchagrund. Der Lauchagrund ist das wichtigste Klettergebiet Thüringens. Die zahlreichen Felsmassive bieten über 260 Kletterwege mit nahezu allen Schwierigkeiten.
- Der Trusetaler Hauptgang ist eines der größten Klettergebiete Thüringens. Geklettert wird in einer durch Bergbau entstandenen Felsenschlucht. Die nordöstlich und südwestlich ausgerichteten Wände des 2021 eröffneten Klettergebiets verfügen über ca. 60 Routen. Die Einstiegsbereiche sind familien- und kinderfreundlich, die Schwierigkeitsgrade reichen vom 2. bis zum 10. Grad.[6]

## Langlaufmögklichkeit
- Kalte-Heide-Loipe Langlauf, 7,4 km, Dauer 2 Std.

## Karten
- Thüringer Wald, Großer Inselsberg – Friedrichroda – Brotterode – Tambach-Dietharz: Wanderkarte mit Ausflugszielen, Einkehr- & Freizeittipps, ... GPS-genau. 1:25.000 (Wanderkarte: WK) Landkarte – Gefaltete Karte ISBN 978-3747305386